# St. Marys River (Nova Scotia)
Der St. Marys River (frühere Namen: St. Mary River und St. Mary’s River) ist ein 27 km langer Fluss in der kanadischen Provinz Nova Scotia.

## Flusslauf
Der Fluss entsteht am Zusammenfluss seiner beiden Quellflüsse – West River St. Marys und East River St. Marys – nahe der Siedlung Melrose. Von dort fließt er in südlicher Richtung über eine Strecke von 17 km durch den mittleren Teil des Guysborough County im Südosten der Nova-Scotia-Halbinsel. Er passiert die Orte Stillwater und Sherbrooke. Der Nova Scotia Highway 7 folgt dem Flusslauf. Unterhalb von Sherbrooke erreicht der Fluss schließlich das etwa 13 km lange und schmale Ästuar an der südlichen Atlantikküste von Nova Scotia.

## Hydrologie
Das Einzugsgebiet des St. Marys River umfasst etwa 1450 km². Der mittlere Abfluss 14 km oberhalb der Mündung beträgt 42,9 m³/s. Die höchsten monatlichen Abflüsse treten gewöhnlich im April mit im Mittel 88,9 m³/s auf.

## Flussfauna
Im St. Marys River kommen ungefähr 20 Fischarten vor, darunter Atlantischer Lachs, Bachsaibling, die Heringsart Alosa pseudoharengus (alewife), Amerikanischer Aal, Arktischer Stint und Amerikanischer Flussbarsch. Die Lachspopulation im St. Marys River gilt als bestandsgefährdet.
Ferner ist der Fluss das Habitat der Waldbachschildkröte.